# Via Atri
Via Atri è una strada del centro storico di Napoli che collega il decumano maggiore (via dei Tribunali) con il decumano superiore (via della Sapienza - via Pisanelli).

## Storia
La strada, un tempo denominata via Santa Maria al Trivio per la Chiesa di Santa Maria Regina Coeli che si affaccia in una piazzetta alla sua estremità settentrionale, deve il suo attuale nome al monumentale Palazzo Acquaviva d'Atri. In precedenza, insieme alla parallela via del Sole, era anche nota con l'appellativo di strada delli Ponti a causa delle varie abitazioni possedute in zona dalla famiglia D'Aponte. Come avviene in una parte significativa del centro storico di Napoli, l'attuale tracciato di via Atri ricalca esattamente il percorso di un'antica strada dello schema ippodameo della città magnogreca prima e romana poi. Essa ripercorre dunque il tracciato di uno degli Stenopoi (Cardi) che ricollegavano due Plateiai (Decumani) della città di Neapolis.
Via Atri ha rivestito in passato una certa importanza grazie alle personalità che hanno abitato o frequentato gli edifici nobiliari che vi si trovano. In particolare ricordiamo gli umanisti Giovanni Pontano e Jacopo Sannazaro che frequentavano abitualmente il Palazzo Acquaviva d'Atri e le cui opere furono stampate in una tipografia di proprietà del duca di Atri. Johann Wolfgang von Goethe, durante il suo viaggio in Italia, soggiornò nel Palazzo Filangieri d'Arianello ove conobbe il giurista e filosofo Gaetano Filangieri, nato in località La Cercola nel Casale di San Sebastiano, che qui visse e scrisse la celebre opera “la scienza della legislazione”. Il salotto di Gaetano Filangieri fu anche frequentato da importanti personalità legate alla vicenda della Repubblica Napoletana del 1799 come Eleonora Pimentel Fonseca, Francesco Mario Pagano, Domenico Cirillo e altri.
Come testimoniato dalle lapidi sulla facciata, verso la metà dell'Ottocento, il palazzo fu dimora del matematico Nicola Trudi, docente nell'ateneo napoletano e, tra il 1900 ed il 1912, fu frequentato dal grande filosofo Benedetto Croce.

## Curiosità
Verso la conclusione di via Atri in direzione via dei Tribunali si apre una piazzetta detta Largo proprio D'Arianello ottenuta nel 1728 grazie all'abbattimento di due abitazioni popolari ad opera di Giuseppe D'Aponte proprietario di quello che è poi divenuto Palazzo Filangieri d'Arianello. Tale slargo collegava e collega tuttora il palazzo con la porta piccola della Chiesa di Santa Maria Maggiore alla Pietrasanta ed è stato risparmiato dalla costruzione di nuovi palazzi grazie all'ordine testamentario del D'Aponte il quale scriveva: “ordino e comando, che del Largo avanti la mia Casa, che ottenni per grazia Speciale dalla Munificenza del papa Benedetto XIII, dal mio Erede non se ne possa dismembrare né poco, né assai, …[e] per qualsiasi causa non si abbia mai a permettere che detto Largo si diminuisca neppure per uno spazio di un capello”. 
In via Atri sono ambientati i romanzi di Serena Venditto "Aria di Neve" e "L'ultima mano di burraco".

## Edifici monumentali
- Palazzo Acquaviva d'Atri
- Palazzo Fasulo (n°3)
- Palazzo Filangieri d'Arianello
- Palazzo in via Atri n°7
- Palazzo in via Atri n°14
- Palazzo Ombriani
- Palazzo Tocco al numero 25